# Моя родина
«Моя родина» (хинди मेरा गाँव मेरा देश, досл.: «Моя деревня — моя страна») — индийский фильм 1971 года, снятый Раджем Кхосла. В главных ролях снялись Дхармендра, Аша Парех, Винод Кханна, Лакшми Чхайя, Джайянт. Второй фильм Болливуда по величине кассовых сборов в 1971 году. Некоторые комментаторы называют его предвестником картины «Месть и закон».

## Сюжет
Майор Джасвант Сингх (Джайянт) арестовывает мелкого воришку Аджмта (Дхармендра). Суд приговаривает Аджмта к 6 месяцам заключения, хотя он просил его помиловать. После отсидки срока, к Аджиту обращается начальник тюрьмы и говорит, что его хочет видеть Джасвант, чтобы предоставить ему работу. Аджит едет к нему и устраивается. Аджит идет гулять к местному пруду, где видит девушек, которые купаются. Он решает за ними подсмотреть. Одна из девушек, Анджу (Аша Парех) замечает его, и кричит об этом всем, после чего девушки начинают кидаться в Аджита грязью, вынуждая его убежать. Когда Аджит приходит в село, то слышит звуки выстрелов. Джасвант рассказывает Аджиту про банду Джаббара Сингха (Винод Кханна). Когда людей просили опознать убийц, никто ничего не сказал, но один мужчина решился дать показания. Через несколько часов к нему пришёл Джаббар и убил его за сотрудничество с полицией. Этим мужчиной оказался отец Анджу. Аджит обещает отомстить. Джаббар это узнает и подсылает Муннебай (Лакшми Чхайя), которая должна была соблазнить и схватить Аджита. Но она этого не хотела. Она решила рассказать обо всем Аджиту, и они разработали план действий по поимке Джаббара. Муннебай помогла опознать Джаббара на фестивале, но тот не был пойман. Был пойман член его банды. Во время переправы бандита в полицейский участок, на полицию напали люди Джаббара, а самого бандита убил Джаббар. Джаббар захватил Анджу, и сказал, что если Аджит хочет ее спасти, пусть приходит безоружным. Тот пришел. Его связали. И отпустили только после того, как Муннебай показательно станцевала перед Джаббаром. Муннебай добавила во все бутылки ликера снотворное, и когда Джаббар и его банда уснули, Аджит и Анджу убежали. После этого Аджит решает убить Джаббара и уничтожить его банду. Всё село встает против них. В итоге, жители села побеждают, и их село начинает жить в покое и мире.

## В ролях
- Дхармендра — Аджит
- Аша Парех — Анджу
- Винод Кханна — Джаббар Сингх
- Лакшми Чхайя — Муннебай
- Джайянт — майор Джасвант Сингх
- Асит Сен — Мотумал
- Судхир — инспектор полиции
- Бхагван — Чотумал
- Бирбал — Най
- Дулари — миссис Радмин Патель

## Саундтрек
| №  | Название                             | Исполнители                   | Длительность |
| -- | ------------------------------------ | ----------------------------- | ------------ |
| 1. | «Aaya Aaya Atariya Pe Koi Chor»      | Лата Мангешкар                | 5:34         |
| 2. | «Apni Prem Kahaniyan»                | Лата Мангешкар                | 6:58         |
| 3. | «Kuchh Kehta Hai Ye Saawan»          | Лата Мангешкар, Мохаммед Рафи | 4:59         |
| 4. | «Sona Lai Ja Re»                     | Лата Мангешкар                | 4:03         |
| 5. | «Maar Diya Jaye Dil Chhod Diya Jaye» | Лата Мангешкар                | 5:23         |

## Критика
Данный фильм напоминает некоторые киноленты класса B, выпущенные в 1960-х и 1970-х годах. В повествовании главенствуют фигуры дакоитов, главный герой из города и феодальный социальный и нравственный порядок. Однако значимость таких фильмов для изображения регионов может быть найдена в восстановлении верховенства закона на беззаконных территориях Чамбала или деревень Раджастхана. Кинематическая версия этих регионов была преимущественно построена и рассматривается как воплощение традиционалистского общественного устройства, которое должно быть модернизирована и включена в политическое отображение нации. Таким образом, фильм предсказал преображение беззаконного региона в «Месть и закон», а не только в «дакоитском» жанре, но также значительно в повествовательной параллели городской молодежи, становящейся орудием закона, заканчивающем эпоху феодальных преступлений.